# Oides sexlineata
Oides sexlineata là một loài bọ cánh cứng trong họ Chrysomelidae. Loài này được Montrouzier miêu tả khoa học năm 1857.